# La Cruz de Taratara
La Cruz de Taratara est une ville de l'État de Falcón au Venezuela, capitale de la paroisse civile de Sucre et chef-lieu de la municipalité de Sucre.